# Santa Teresa alle Quattro Fontane
Santa Teresa alle Quattro Fontane, também chamada de Santa Teresa all'Esquilino, era uma igreja que ficava localizada na antiga Strada Pia (moderna Via XX Settembre), no rione Castro Pretorio de Roma. Era dedicada a Santa Teresa de Jesus e pertencia a um convento de freiras carmelitas descalças conhecidas como "teresianas". Foi demolida em 1885 para permitir a construção do Palazzo Esercito, sede do Ministério da Defesa da Itália.

## História
O mosteiro de Santa Teresa foi fundado em 23 de abril de 1627 pela freira Caterina Cesi della Rovere (1590–1642), viúva do marquês Giulio della Rovere, num edifício que antes era utilizado por monges camaldulenses. A ordem foi confirmada pelo papa Urbano VIII em 1 de maio de 1628. O arquiteto Bartolomeo Breccioli, de Sant'Angelo in Vado, foi contratado para projetar a igreja. 

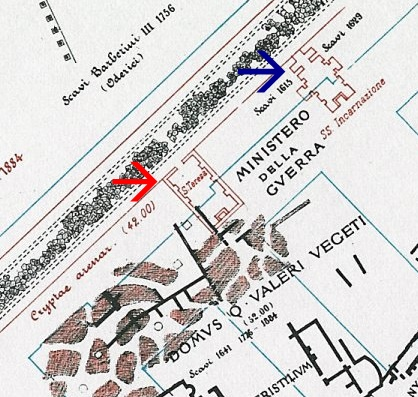
Posição das igrejas de Santa Teresa e Santissima Incarnazione em relação ao novo Palazzo Esercito no mapa de Rodolfo Lanciani (1893-1901).

O mosteiro foi confiscado pelo estado italiano em 7 de outubro de 1871 e demolido para permitir a construção do prédio que abrigaria o Ministero della Guerra, o Palazzo Esercito, que atualmente abriga o Ministério da Defesa. Quase todos os objetos valiosos foram imediatamente vendidos e um dos altares barrocos acabou na igreja inglesa de San Giorgio e Martiri Inglesi, na Via Sebastianello. Na década de 1870, as igrejas vizinhas da Santissima Incarnazione del Verbo Divino, que pertencia às carmelitas não reformadas, e San Caio sofreram o mesmo destino. No atual palácio foram preservadas algumas lápides funerárias da antiga igreja, incluindo as de Isabella Salviati Cesis e Cesare Sacchis.

## Descrição
A igreja ficava exatamente no meio do caminho entre as esquina da moderna Via XX Settembre com a Via delle Quattro Fontane e a Salita di San Nicola da Tolentino. Nada marca o local onde ela ficava, dominado pelo pesado edifício do Ministério da Defesa. Porém, do outro lado da rua está hoje um monumental portal neobarroco com um arco rusticado flanqueado por um par de colunas. Os pequenos postes com correntes marcam a linha de onde ficava a fachada.

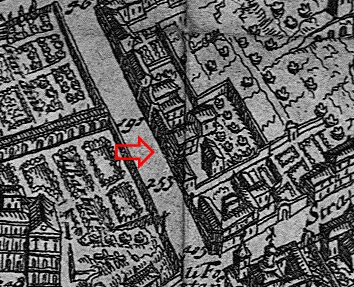
Gravura de Giovanni Battista Falda (1667) mostrando o convento e a igreja.

O convento era bem grande e estava organizado à volta de três lados arcados de um claustro, com uma ala oeste, uma norte ao longo da via onde está o portal principal e uma leste onde ficava a igreja. O lado sul se abria para o grande jardim das freiras. 

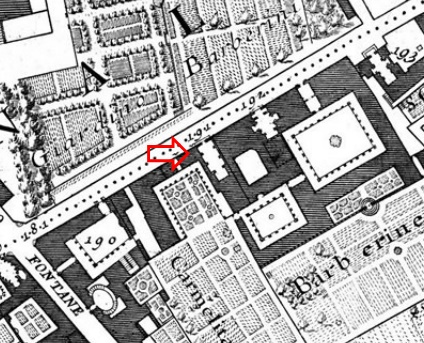
Posição no Mapa de Nolli (1748).

A parede esquerda da igreja também servia como muro divisório entre este convento e o convento da Incarnazione ao lado. Curiosamente, havia uma passagem entre os dois conventos no canto nordeste do jardim das irmãs teresianas. A igreja também era bem grande e de planta retangular. A abóbada no teto era suportada por dois pares de pilastras e havia ainda uma abside quadrada separada da nave por um arco triunfal. Sobre o altar-mor estava a pintura "Santa Teresa com a Virgem Maria e São José", de um artista desconhecido do século XVII (atualmente num mosteiro carmelita em Antignano, Livorno). No altar da direita, "Martírio de Santa Úrsula e uma companheira",  obra de Gaspare Severani, e, no da esquerda, "Imaculada Conceição" (também em Antignano), de Giuseppe Peroni. A igreja abrigava também pinturas, hoje perdidas, de Santa Teresa e São João da Cruz, atribuídas a Peroni ou Severani..